# Grandson
Jordan Edward Benjamin, známý pod uměleckým jménem grandson, (* 25. října 1993, Englewood, New Jersey, USA) je kanadsko-americký zpěvák, skladatel a hudebník.
Jeho debutové EP, A Modern Tragedy Vol. 1, vyšlo 15. června 2018. Obsahuje pět skladeb, z nichž nejznámější je „Blood // Water“. Jeho debutové album, deska o dvanácti písních s názvem Death of an Optimist, vyšlo 4. prosince 2020.
Grandson se ve své hudbě zaměřuje na problémy moderního světa.

## Život
Narodil se v USA, když mu byly tři roky, jeho rodina se přestěhovala do Toronta v Kanadě.
Po maturitě na Northern Secondary School v Torontu začal studovat na McGill University v Montrealu. Po dvou letech přešel na Concordia University. Studia nedokončil.
Přestěhoval se do Los Angeles a v roce 2014 zahájil svou hudební kariéru.

## Kariéra
Při studiu v Montrealu vystupoval jako DJ.
Od roku 2015 začal působit pod pseudonymem Grandson (stylizováno jako grandson).
Před vydáním debutové EP desky vydal řadu singlů. V roce 2016 to byly skladby „Bills“, „Things Change“ a „Burry Me Face Down“.
V roce 2017 se upsal pod nahrávací společnost RCA Records a vydal písně „Best Friends“ a „Kiss Bang“.
V roce 2018 podepsal smlouvu se společností Fueled by Ramen a zveřejnil singly „Blood // Water“ a „Thoughts & Prayers“.
Jeho první EP A Modern Tragedy Vol. 1 vyšlo 15. června 2018, EP A Modern Tragedy Vol. 2 následovalo 22. února 2019. Poslední EP deskou z této trilogie je A Modern Tragedy Vol. 3, vydané 13. září 2019.
31. května 2019 zveřejnil grandson cover písně „Maria“ od kapely Rage Against the Machine.
23. září 2020 oznámil grandson datum vydání svého prvního studiového alba a zveřejnil singl „Dirty“. Debutové album Death of an Optimist vyšlo 4. prosince 2020, jeho druhá a zatím poslední deska I love you, I'm trying pak 5. května 2023.

## Texty písní
Grandson se snaží ve své tvorbě poukázat na současné problémy, zejména na ty sociální a politické. V minulosti kritizoval například korupci v politice, americké zákony týkající se držení zbraní či policejní brutalitu.
Jeho poslední studiové album je pak spíše osobnějšího rázu.

## Diskografie

### Studiová alba
- Death of an Optimist (2020)
- I love you, I'm trying (2023)
- Inertia (2025)

### EP
- A Modern Tragedy Vol. 1 (2018)
- Broken Down Vol. 1 (2018)
- A Modern Tragedy Vol. 2 (2019)
- No Apologies Live (2019)
- A Modern Tragedy Vol. 3 (2019)